# Jean Bruce
Jean Bruce (eigentlich Jean Alexandre Brochet, * 22. März 1921 in Beauvoir, Département Sarthe; † 26. März 1963 in Luzarches, Département Val-d’Oise) war ein französischer Schriftsteller.
Bruce wurde hauptsächlich durch seine Geschichten um den Geheimagenten Hubert Bonisseur de La Bath alias OSS 117 bekannt, von denen er bis zu seinem Tod 91 verfasste. Daneben schrieb er andere Unterhaltungsliteratur, von denen eine kleinere Reihe um den Vicômte die bekannteste darstellt.
Zuvor hatte Bruce unter anderem als Pilot, Bürgermeistergehilfe, fahrender Schauspieler, Sekretär eines indischen Würdenträgers und Juwelier gearbeitet; diese vielfältigen Erfahrungen konnte er in seinen Büchern, die im realistischen zeitgenössischen Milieu und geografisch weit gefasst handelten, umsetzen.
Als begeisterter Sportler betrieb er Skifahren, Reiten und Rallyesport. Er starb im Jahr 1963 bei einem Autounfall und wurde auf dem Cimetiere Saint-Pierre in Chantilly beigesetzt.

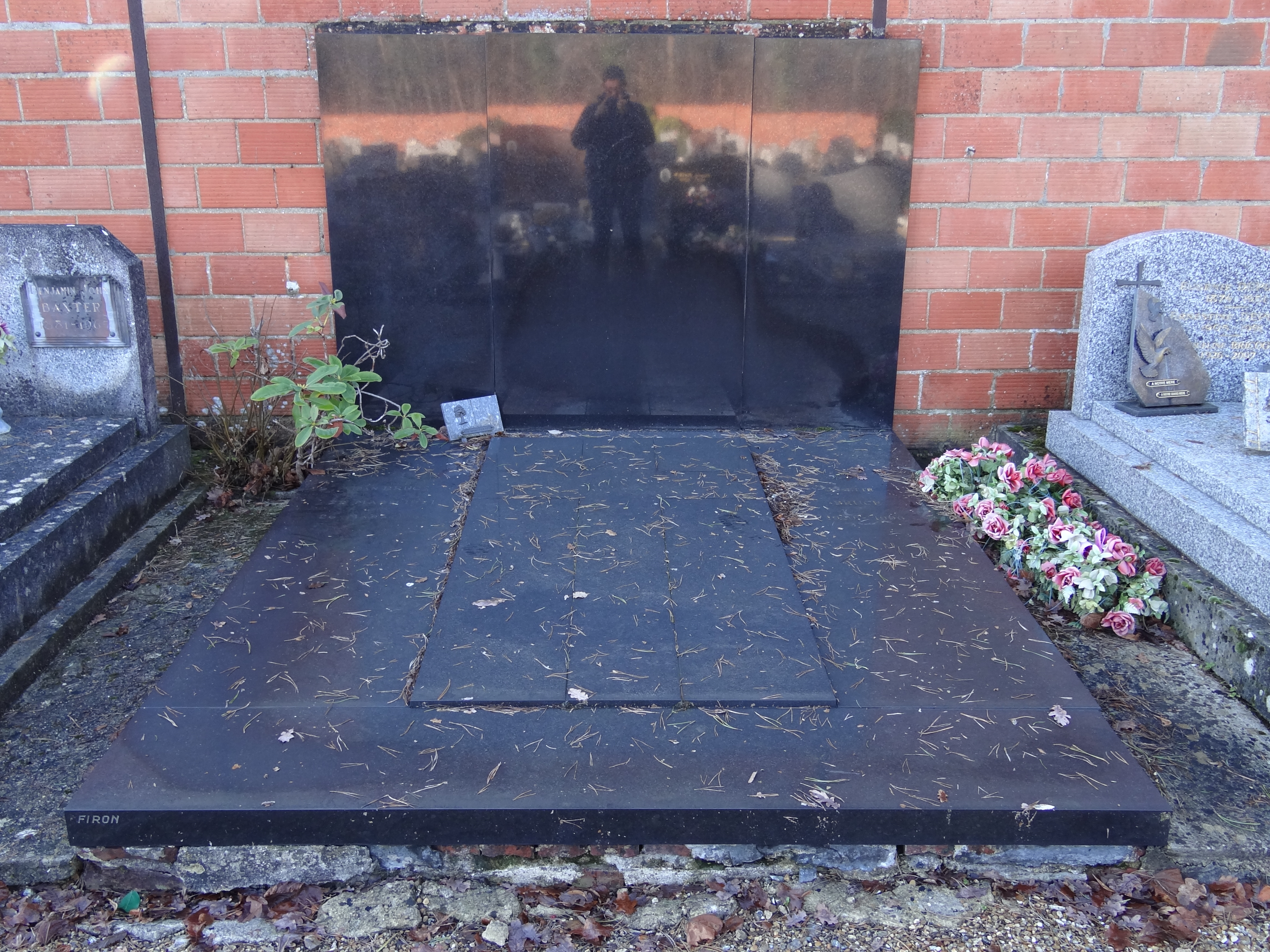
Familiengrab von Jean Bruce und seiner 1996 gestorbenen Ehefrau Josette Bruce

Die Reihe um OSS 117 wurde von seiner Frau Josette Bruce  (1920–1996) und danach von ihren Kindern François und Martine bis 1996 weitergeführt.

## Verfilmungen
Die Filme der OSS 117-Reihe siehe OSS 117.

Filme nach anderen Vorlagen: 
- 1960: Die Spur führt nach Caracas (Le bal des éspions)
- 1966: Die Falle von Singapur (Cinq gars pour Singapour)
- 1966: Das Geheimnis der blutigen Perlen (Le vicômte règle ses comptes)